# Breckin Meyer
Pour les articles homonymes, voir Meyer.
Breckin Meyer est un acteur, humoriste et scénariste américain, né le 7 mai 1974 à Minneapolis, dans le Minnesota (États-Unis).

## Filmographie

### Acteur
- 1985 : Potato Head Kids (série télévisée) : Spud
- 1990 : Camp Cucamonga (TV) : Cody
- 1991 : La Fin de Freddy - L'ultime cauchemar (Freddy's Dead: The Final Nightmare) : Spencer
- 1992 : The Jackie Thomas Show (série télévisée) : Chas Walker
- 1993 : Crosses on the Lawn (TV) : Eddie
- 1995 : Payback : fils de Jim
- 1995 : Mensonges et trahison (Betrayed: A Story of Three Women) (TV) : Eric Nelson
- 1995 : Clueless : Travis
- 1995 : The Home Court (série télévisée) : Mike Solomon
- 1996 : Dangereuse alliance (The Craft) : Mitt
- 1996 : Los Angeles 2013 (Escape from L.A.) de John Carpenter : Surfer
- 1997 : Prefontaine : Pat Tyson
- 1997 : Touch de Paul Schrader : Greg Czarnicki
- 1998 : Dancer, Texas, le rêve de la ville (Dancer, Texas Pop. 81) : Keller Coleman
- 1998 : Big Party (Can't Hardly Wait) : Walter, Party Band Lead Singer
- 1998 : Studio 54 (54) : Greg Randazzo
- 1999 : Go : Tiny
- 1999 : Révélations (The Insider) : Sharon's Son
- 1999 : Tail Lights Fade (en) de Malcolm Ingram (en) : Cole
- 2000 : Rocky Times (TV) : Jamie
- 2000 : The Near Future (TV) : Luke
- 2000 : Road Trip : Josh Parker
- 2001 : Josie et les Pussycats (Josie and the Pussycats) : Marco (Du Jour band member)
- 2001 : Rat Race : Nick Schaffer
- 2001 : Inside Schwartz (série télévisée) : Adam Schwartz
- 2001 : Kate et Léopold : Charlie McKay
- 2002 : Pinocchio : Pinocchio (voix)
- 2003 : Kim Possible: The Secret Files (vidéo) : Josh Mankey (voix)
- 2004 : Blast! : Jamal
- 2004 : Garfield (Garfield) : Jon Arbuckle
- 2005 : La Coccinelle revient (Herbie Fully Loaded) : Ray Peyton Jr.
- 2005 : Rebound : Tim Fink
- 2006 : Garfield: A Tail of Two Kitties : Jon Arbuckle
- 2008 : Heroes  (Saison 3, épisode 10) : le vendeur de comics(TV)
- 2008 : Dr House  (Saison 5, épisode 03) : Brandon
- 2009 : Hanté par ses ex (Ghosts of Girlfriends Past) de Mark Waters : Paul
- 2011-2014 : Franklin and Bash : Jared Franklin
- 2011 : Milo sur Mars (Mars Needs Moms) : Spangro

### Scénariste
- 2006 : Robot Chicken

## Voix françaises
| - Alexis Victor dans : - Garfield - La Coccinelle revient - Basket Academy - Garfield 2 - Unpregnant | Et aussi - Emmanuel Karsen dans Clueless - Mathias Kozlowski dans Dangereuse Alliance - Cyril Aubin dans Big Party - Cédric Dumond dans Road Trip - Antoine Nouel dans Cash Express - Alexandre Zambaux dans Kate et Léopold - François Pacôme (*1965 - 2024) dans Moi et ma belle-mère (en) (série télévisée) - Constantin Pappas dans Blue State - Damien Ferrette dans Hanté par ses ex - Alexandre Crépet dans Franklin and Bash (série télévisée) - Christophe Desmottes dans Designated Survivor (série télévisée) - Yann Guillemot dans The Fix (série télévisée) - Jérôme Keen dans Good Girls (série télévisée) |